# Radio Music Society
Albums de Esperanza Spalding
Chamber Music Society
(2010) Emily's D+Evolution
(2016)
Radio Music Society est le quatrième album de la contrebassiste et chanteuse américaine Esperanza Spalding paru chez Heads Up Records en 2012.

## À propos de l'album
Cet album est un tournant dans la carrière d'Esperanza Spalding, marquant sa volonté de mêler jazz et soul.
Sur ce disque, elle est accompagnée par les chanteurs Algebra Blessett, Lalah Hathaway, Gretchen Parlato, Leni Stern, Becca Stevens et Justin Brown qui enrichissent les textures vocales, ainsi que le rappeur Q-Tip, qui produit deux morceaux. On y entend également l'American Music Program big band, le saxophoniste Joe Lovano, le pianiste Leo Genovese (en), les guitaristes Jef Lee Johnson et Lionel Loueke, les batteurs Terri Lyne Carrington, Billy Hart et Jack DeJohnette,.
L'album est principalement composé de compositions originales, avec deux reprises notables. I Can’t Help It est écrit par Stevie Wonder pour Off the Wall de Michael Jackson (1979) ; sur ce morceau Spalding est secondée par Joe Lovano, qui l'avait accueillie dans son groupe. Endangered Species est écrit en 1985 par Wayne Shorter, mentor de la musicienne. Celle-ci a écrit des paroles sur le morceau, principalement chantées par Lalah Hathaway.
Chacune des douze chansons de l'album est accompagnée par une vidéo accessible aux acheteurs de l'album.

## Réception
L'album est accueilli favorablement par la critique (The Guardian…)
PopMatters revient sur l'album dix ans après sa parution, et le met en perspective avec le reste de la carrière de Spalding, qui cherche sans cesse à repousser les frontières de sa musique. Pour l'auteur Will Layman, Radio Music Society reste le meilleur album de la musicienne.
L'album est un succès public, se hissant directement à la dixième place du Billboard 200, et à la première place des ventes de jazz.

## Récompenses
L'album offre deux Grammy Awards en 2012 à Esperanza Spalding :
- Grammy Award du meilleur album de jazz vocal ;
- Grammy Award du meilleur arrangement instrumental ou vocal (en) pour City of Roses.

## Morceaux
| No  | Titre                                                    | Musique                                             | Durée |
| --- | -------------------------------------------------------- | --------------------------------------------------- | ----- |
| 1.  | Radio Song                                               | Esperanza Spalding                                  | 6:32  |
| 2.  | Cinnamon Tree                                            | Esperanza Spalding                                  | 5:36  |
| 3.  | Crowned & Kissed                                         | Esperanza Spalding, Algebra Blessett                | 4:35  |
| 4.  | Land of the Free                                         | Esperanza Spalding                                  | 1:54  |
| 5.  | Black Gold (avec Algebra Blesset et Lionel Loueke)       | Esperanza Spalding                                  | 5:17  |
| 6.  | I Can't Help It                                          | Susaye Brown Greene, Stevie Wonder                  | 4:42  |
| 7.  | Hold On Me                                               | Esperanza Spalding                                  | 3:40  |
| 8.  | Vague Suspicions                                         | Esperanza Spalding                                  | 5:51  |
| 9.  | Endangered Species (avec Lalah Hathaway)                 | Esperanza Spalding, Wayne Shorter, Joseph Vitarelli | 6:38  |
| 10. | Let Her                                                  | Esperanza Spalding                                  | 4:21  |
| 11. | City of Roses                                            | Esperanza Spalding                                  | 4:35  |
| 12. | Smile Like That                                          | Esperanza Spalding                                  | 4:18  |
| 13. | Jazz Ain't Nothin But Soul (piste bonus avec Joe Lovano) | Norman Mapp                                         | 3:37  |